# أنا يقظ (منظمة تونسية)
منظمة أنا يقظ (بالإنجليزية: I Watch Organization)‏ هي منظمة غير ربحية تونسية، تأسست في 21 مارس 2011، ولها دور رقابي وتهدف إلى مكافحة الفساد المالي والإداري وتدعيم الشفافية في البلاد.

يسهر على سير عمل منظمة أنا يقظ ثلة من الشباب والشابات، ويعمل جميعهم على الحفاظ على مكتسبات الثورة التونسية في 2011.

منذ نوفمبر 2013، أصبحت منظمة أنا يقظ نقطة الاتصال الرسمية لمنظمة الشفافية الدولية بتونس.

## المبادئ والأهداف
ترتكز المنظمة، حسب ما تقوله، على مبدأين وهما:
- لا للإقصاء: المنظمة لا تقصي أي شخص بناءً على خلفية دينية أو سياسية أو إيديولوجية أو جهوية.
- لا للوصاية: تؤمن أنا يقظ بالطاقات الشبابية التي تزخر بها تونس. الشباب الذي قام بالثورة يملك مؤهلات تجعله جديرا بالثقة. تعمل المنظمة على إدراج الشباب في منظومة اتخاذ القرارات وترفض الوصاية بأي شكل من الأشكال بتعلة نقص في الخبرة.

تهدف أنا يقظ إلى هدفين رئيسيين وهما الشفافية ومحاربة الفساد:
- الشفافية: تعمل أنا يقظ على ضمان شفافية التظاهرات السياسية والعمليات الانتخابية بكافة مراحلها.
- مكافحة الفساد: إيمانا منها بأن الفساد هو من بين أسباب اندلاع الثورة، تعمل المنظمة على مكافحة الفساد حيثما وجد في أنحاء الوطن.

## المشاريع
أطلقت المنظمة عدة مشاريع، وهي:
- معلومة.org: موقع لمتابعة تعامل الإدارة مع طلبات المواطن فيما يخص النفاذ والحصول على المعلومة.
- بالكمشة: موقع للتبليغ عن التجاوزات أو شبهات فساد.[4]
- vot-it أنا نقرر: موقع لإشراك المواطن في ممارسة حقه في اتخاذ القرار ورسم السياسات من خلال التصويت على مشاريع القوانين المعروضة على مجلس نواب الشعب.
- جسرنا لدعم دور المجتمع المدني المحلي في حوكمة الموارد الطبيعية: المساهمة في تعزيز دولة القانون ودعم التنمية المستدامة في تونس وذلك انطلاقا من المستوى المحلي، وعبر تفعيل مفهوم مساءلة المسؤولين المحليين.
- مركز يقظ لدعم وإرشاد ضحايا الفساد: تشجيع المواطنين على التبليغ عن الفساد الإداري والمالي وخلق المناخ الملائم لتعزيز المحاسبة والمساءلة والحد من الإفلات من العقاب.
- مشروع الحوكمة المحلية والديمقراطية التشاركية: تقوية قدرات الشباب والمجتمع المدني على المستوى المحلي وتدعيم مشاركتهم في الحياة السياسية.
- مشروع إشراك المرأة الريفية في إتخاذ القرار: تمكين النساء المعنيات من الانخراط في آليات أخذ القرار عبر المشاركة في الانتخابات أو حتى الترشح في الانتخابات البلدية ما يجعل المجتمع المدني أكثر شمولية وشفافية.

مشاريع سابقة:
- الصيد ميتر (EssidMeter): موقع لرصد أداء رئيس الحكومة التونسية الحبيب الصيد من خلال توثيق ما تم تحقيقه من انجازات مقارنةً بما التزم به أمام مجلس نواب الشعب.[5]
- جمعة ميتر (JomaaMeter): موقع لرصد أداء رئيس الحكومة التونسية مهدي جمعة من خلال توثيق ما تم تحقيقه من انجازات مقارنةً بما التزم به أمام المجلس الوطني التأسيسي.[6]
- الشاهد ميتر (ELChahedMeter): موقع لرصد أداء رئيس الحكومة التونسية يوسف الشاهد من خلال توثيق ما تم تحقيقه من انجازات مقارنةً بما التزم به أمام المجلس الوطني التأسيسي.[6]
- سعيد ميتر (SaiedMeter):بعد جمعة ميتر.[6]، الصيد ميتر[5] والسبسي ميتر والشاهد ميتر يأتي سعيد ميتر لقيس سعيد رئيس الجمهورية التونسية كمواصلةً لمجهودات المنظمة في ترسيخ ثقافة المساءلة وفي دفع المسؤولين إلى مزيد الالتزام بتحقيق وعودهم تجاه الناخبين.

## الشركاء والتمويل

### الشركاء
- الشفافية الدولية
- الاتحاد الأوروبي
- أكشن إيد
- محامون بلا حدود (ASF)
- وزارة الخارجية الألمانية
- الوكالة الإسبانية للتعاون الدولي من أجل التنمية (AECID)

### التمويل
| السنة       | الجهات الممولة | المبلغ الإجمالي       |
| ----------- | --- | --------------------- |
| 2014        | الشفافية الدولية، المؤسسة الدولية للأنظمة الانتخابية، مؤسسة المستقبل، الوكالة السويدية للتعاون الإنمائي الدولي، الديمقراطية الدولية، مايكروسوفت، CEMAT، معهد إدارة الموارد الطبيعية، أكشن إيد، مؤسسة بونتيس | 036 039 1 دينار تونسي |
| 2015 - 2016 | الشفافية الدولية، الوكالة السويدية للتعاون الإنمائي الدولي، الديمقراطية الدولية، أكشن إيد، الاتحاد الأوروبي، وزارة الخارجية الألمانية، محامون بلا حدود، الوكالة الاسبانية للتعاون الدولي من أجل التنمية     | 984 057 1 دينار تونسي |

## مقالات ذات صلة
- الثورة التونسية
- الانتقال الديمقراطي في تونس

## روابط خارجية
- الموقع الرسمي.